# Gienrich Sapgir
Gienrich Wieniaminowicz Sapgir (ros. Ге́нрих Вениами́нович Сапги́р; ur. 20 listopada 1928 w Bijsk (Kraj Ałtajski), zm. 7 października 1999 w Moskwie) – radziecki poeta, autor książek dla dzieci oraz scenarzysta filmów rysunkowych. W latach 60. kierował awangardową grupą poetów Konkret.
Pochowany na Cmentarzu Trojekurowskim w Moskwie.

## Twórczość

### Poezja
Cechy poezji:
- poezja filozoficzna;
- utożsamianie lirycznego „ja” z przedmiotami, które ożywiają;
- eksperymentowanie w zakresie leksyki i składni;
- różnorodne szeregi komunikacji językowej;
- rezygnacja ze znaków interpunkcyjnych.

### Utwory literackie
- zbiory wierszy: Soniety na rubaszkach (Paryż–Nowy Jork 1978, wyd. poszerzone, własnym nakładem, Moskwa 1989) — tytuł nawiązuje do 2 sonetów napisanych przez poetę na koszulach, eksponowanych na wystawie malarstwa awangardowego 1975 jako „przykłady poezji wizualnej”.
- Stiena (1989)
- tom utworów wybranych Moskowskije mity (1989)[2].

### Scenariusze filmowe
W animacji do 1972 roku pracował we współpracy z Giennadijem Cyfierowem. Pisał scenariusze dla reżyserów m.in. Wadima Kurczewskiego, Władimira Diegtiariowa, Leonida Nosyriewa, Giennadija Sokolskiego, Iwana Aksienczuka i Jurija Prytkowa.

#### Filmy animowane
- 1964: Jak żabka szukała taty
- 1970: Słodka bajeczka
- 1978: Mój przyjaciel sygnalizator świetlny
- 1982: Jak przyjaciel, to przyjaciel
- 1982: Czyste źródło
- 1987: Jak osiołek rozchorował się ze smutku